# Hersden
Hersden är en ort och civil parish i grevskapet Kent i sydöstra England. Orten ligger i distriktet Canterbury, cirka 7 kilometer nordost om Canterbury. Tätorten (built-up area) hade 2 119 invånare vid folkräkningen år 2021. Civil parishen inrättades den 1 april 2019 från delar av Sturry, Chislet och Westbere.